# 5380 Sprigg
5380 Sprigg eller 1991 JT är en asteroid i huvudbältet som upptäcktes den 7 maj 1991 av den australiensiske astronomen Robert H. McNaught vid Siding Spring-observatoriet. Den är uppkallad efter australiensaren Reg Sprigg.
Asteroiden har en diameter på ungefär 6 kilometer.